# Bikketti
Bikketti é uma panchayat (vila) no distrito de The Nilgiris , no estado indiano de Tamil Nadu.

## Demografia
Segundo o censo de 2001,  Bikketti  tinha uma população de 6850 habitantes. Os indivíduos do sexo masculino constituem 49% da população e os do sexo feminino 51%. Bikketti tem uma taxa de literacia de 71%, superior à média nacional de 59.5%; with male literacy of 80% and female literacy of 62%. 9% da população está abaixo dos 6 anos de idade.